# CHARA Array
CHARA Array(Center for High Angular Resolution Astronomy) — це сучасний оптичний інтерферометр, який розташований на горі Вілсон у Каліфорнії. Він складається з шести телескопів, кожен з яких має діаметр 1 метр (40 дюймів). Завдяки їхній спільній роботі, система дозволяє отримувати зображення з надзвичайно високою роздільною здатністю, значно перевершуючи можливості окремих телескопів. CHARA Array був повністю збудований у 2003 році та належить Університету штату Джорджія (GSU). Його головне завдання — детальне дослідження зоряних об’єктів, включаючи подвійну систему β Ліри, екзопланет та структуру зоряних дисків.

## Функціональність
Щоб досягти надзвичайно високої роздільної здатності, CHARA використовує шість телескопів, кожен із яких має дзеркало діаметром 1 метр. Ці телескопи розташовані на різних ділянках гори Вілсон, що дозволяє значно покращити деталізацію спостережень.
Кожен телескоп окремо збирає світло від зоряних об'єктів, після чого це світло спрямовується через спеціальні вакуумні трубки й точно узгоджується до одного мікрона. Такий процес називається інтерферометрією, і він дає змогу поєднати дані з усіх телескопів в одне зображення. Завдяки цьому CHARA досягає роздільної здатності, еквівалентної телескопу з дзеркалом діаметром 330 метрів. Це дозволяє отримувати зображення з деталізацією до 200 мікро-дугових секунд, що дає змогу розглядати навіть найдрібніші особливості зоряних систем, дисків навколо молодих зір і навіть окремі деталі на поверхнях деяких яскравих гігантів.

## Історія
CHARA був заснований у 1984 році, а вже у 1985-му Національний науковий фонд США (NSF) підтримав його фінансово, що дозволило розпочати планування проєкту. Саме будівництво стартувало 13 липня 1996 року. Загалом NSF виділив 6,3 мільйона доларів, а таку ж суму надав Університет штату Джорджія (GSU), що став основним організатором проєкту.
У 1998 році Фонд В.М. Кека (W.M. Keck Foundation) виділив ще 1,5 мільйона доларів, що дозволило розширити проєкт — спочатку планувалося побудувати п’ять телескопів, але завдяки цим коштам додали ще один, довівши загальну кількість до шести. Останній внесок у розмірі 574 000 доларів надав Фонд Девіда та Люсіль Паккард (David and Lucile Packard Foundation) у жовтні 1998 року. Це завершило фінансування будівництва, після чого CHARA став одним із найпотужніших інструментів для отримання надточних зображень астрономічних об’єктів.
Після ще п’яти років будівництва CHARA був повністю завершений у 2003 році. У квітні того ж року він отримав трирічний грант на підтримку наукових досліджень, який згодом був продовжений у 2006 році. У 2013 році Національний науковий фонд (NSF) надав CHARA ще один грант у розмірі 3,6 мільйона доларів, що дозволило продовжити його наукову діяльність і вдосконалювати обладнання. Сьогодні CHARA відіграє важливу роль у розвитку оптичної інтерферометрії. Його використовують різні обсерваторії з усього світу для тестування нових технологій комбінування світлових променів, що допомагає вдосконалювати методи отримання надточних зображень космічних об’єктів.

## Відкриття
15 січня 2007 року за допомогою обсерваторії CHARA астрономи вперше безпосередньо виміряли діаметр екзопланети HD 189733 b. Це відкриття було важливим кроком у вивченні екзопланет, оскільки досі таких вимірів не проводили.
Процес вимірювання почався з визначення кутового діаметра зорі, навколо якої обертається ця планета. Знаючи відстань до зорі, астрономи змогли обчислити її фактичний діаметр. Коли планета проходила перед зорею, вчені порівняли її розміри з розмірами зорі, що дозволило точно визначити діаметр планети.
Це відкриття стало важливим, оскільки вимірювання, проведені таким способом, виявилися точнішими, ніж традиційні методи, які зазвичай використовують для визначення розмірів екзопланет. Такий підхід продемонстрував великий потенціал інтерферометрії CHARA для точних астрономічних вимірів, відкриваючи нові можливості в дослідженні віддалених об'єктів космосу.
У 2013 році обсерваторія CHARA була використана для отримання зображень, на яких були зображені зоряні плями на зорі Дзета Андромеди, що знаходиться на відстані 181 світлового року від Землі. Це було перше в історії випадок, коли вдалося зафіксувати зоряні плями на зорях, окрім Сонця. Зоряні плями — це темні області на поверхні зорі, що виникають через магнітну активність. Вони схожі на сонячні плями, але їх можна спостерігати й на інших зорях. Це відкриття стало значним кроком у вивченні зір за межами нашої Сонячної системи.
Обсерваторія CHARA відіграє важливу роль у спостереженні та дослідженні різних астрономічних об'єктів. Вона здійснила безпосереднє спостереження подвійних зір, таких як β Ліри та Алголь, що є класичними прикладами змінних зір, де дві зорі обертаються навколо спільного центру мас. Крім того, обсерваторія CHARA зробила зйомку багатьох зір, серед яких Регул, Рас Альхаге, Альтаїр, Альдерамін та β Кассіопеї. Завдяки високій роздільній здатності, обсерваторія змогла виміряти сплюснутість цих зір, що викликана їхнім швидким обертанням. Виявилось, що екватор таких зір виглядає холоднішим за полюси через ефект, відомий як гравітаційне затемнення, який виникає через відстань між центром зорі і її екватором.
CHARA також має можливість розрізняти навколозоряні диски навколо Be-зір — зір, що обертаються швидко і мають навколо себе диски газу. Ці диски часто змінюються через прецесію, і обсерваторія може вимірювати коливання передньої частини диска. Одним зі значущих досягнень було спостереження у 2022 році за диском гіпергігантської зорі RW Цефея. Це дослідження дозволило отримати нові дані про процеси, що відбуваються навколо таких масивних зір, даючи важливу інформацію для астрофізиків, які досліджують еволюцію і характеристики зір, що значно перевищують масу Сонця.